# Echinoplaca
Echinoplaca es un género de hongos dentro de la familia Gomphillaceae.